# Kijewka (Kraj Stawropolski)
Kijewka (ros. Киевка) – wieś w Rosji, w Kraju Stawropolskim, w rejonie apanasienkowskim. W 2010 liczyła 1986 mieszkańców.